# Mompha pecosella
Mompha pecosella é uma espécie de mariposa do gênero Mompha pertencente à família Coleophoridae.